# Детлефсен, Ганс
Ганс Детлефсен (нем. Hans Detlefsen; 2 июня 1923, Тильзит — 1 июня 1992, Хемниц) — немецкий график, дизайнер и художник по рекламе.

## Биография
Детлефсен родился в восточно-прусском городе Тильзите. С 1929 по 1937 годы он посещал школу, потом учился на художника. Работал как художник плаката. С 1954 по 1957 годы был менеджером по рекламе, с 1957 по 1960 годы руководил ателье «DEWAG» в Карл-Маркс-Штадте. С 1965 по 1992 годы Детлефсен работал в группе дизайнеров с Манфредом Готчалем и Иоахимом Риссом.
Состоял в союзе художников ГДР. Он оформлял преимущественно серии почтовых марок ГДР, торговые знаки, а также плакаты. Детлефсен является автором миниатюр на почтовых марках, выпущенных в ГДР к Летним Олимпийским играм 1984 года, которые считаются одними из самых редких и дорогих марок ГДР.

## Выставки
Персональная выставка
1974 Карл-Маркс-Штадт
Участие в выставках
1962, 1977, 1982 и 1987 — Художественная выставка в ГДР
1979 и 1985 — шоу искусства, Карл-Маркс-Штадт
1970 — выставка в духе Ленина, Берлин
1985 — выставка брендов и символов, Берлин